# Mychothenus japonica
Mychothenus japonica es una especie de coleóptero de la familia Endomychidae.

## Distribución geográfica
Habita en Japón y la isla de Formosa.